# Fuga sul Kenya
Fuga sul Kenya è un libro autobiografico di Felice Benuzzi, in cui l'autore racconta la sua fuga, insieme a due compagni, da un campo di concentramento britannico per tentare la scalata al monte Kenya.

## Trama
Felice Benuzzi, funzionario coloniale italiano ad Addis Abeba, quando nel 1941 la città viene conquistata dai britannici, viene catturato ed inviato in un campo di prigionia a Nanyuki, in Kenya, alle pendici del monte Kenya. Pesantemente afflitto dalla monotonia della vita da prigioniero, una sera vede la montagna in uno squarcio tra le nuvole, e viene folgorato da un'idea improvvisa: fuggire dal campo, salire la montagna, porre sulla vetta la bandiera italiana e ritornare al campo. Avere un progetto da realizzare cambia la vita di Felice, che si mette subito al lavoro per procurarsi il materiale necessario. La difficoltà maggiore risulta trovare informazioni sulla via da percorrere: Felice mette insieme alcuni articoli di giornale, schizzi tratti da un vecchio libro sulla tribù Kikuyu, altri schizzi presi personalmente osservando la montagna con un binocolo, e persino l'etichetta di una lattina di carne in scatola, che riporta un'immagine del monte Kenya visto da est. Nel frattempo, Felice coinvolge nel progetto due compagni di prigionia: il medico Giovanni Balletto detto Giuàn, alpinista esperto; ed il tenente di polizia Marco, che dovrà fungere da portatore e da organizzatore del campo base. Poche settimane prima della partenza però Marco viene trasferito ad un altro campo, ed i due alpinisti riescono successivamente a coinvolgere Enzo Barsotti, che diventerà il terzo uomo della spedizione.
Il 24 gennaio 1943 i tre fuggono dal campo, lasciando all'ufficiale responsabile un biglietto che spiega la loro intenzione ed annuncia il loro ritorno entro due settimane. Muovendosi di notte per due giorni, i tre, nonostante problemi di salute di Enzo, riescono a superare la zona antropizzata, ed a raggiungere la fascia montana caratterizzata dalla foresta equatoriale. Nei giorni successivi i tre risalgono le pendici della montagna, seguendo prima la valle del fiume Nanyuki, poi un suo affluente, ed incontrando sul percorso alcuni pericolosi animali selvatici - un leopardo, un rinoceronte ed un elefante. Dopo aver superato una fascia di bambù ed una di erica gigante, arrivano a circa 4.200 m di quota, dove Enzo ha un problema al cuore; Giuàn impone di non far proseguire Enzo oltre, ed i tre stabiliscono il campo base in questa locazione, molto distante dalla vetta.
Il 2 febbraio Felice e Giuàn compiono una prima ricognizione del terreno; il giorno successivo viene dedicato ai preparativi per il tentativo alla vetta, che viene effettuato il 4 febbraio. La mancanza di informazioni li ha però portati a scegliere una via estremamente difficile, che alcuni scalatori precedenti avevano giudicato assolutamente impercorribile: dopo alcuni tentativi a vuoto, i due devono ritirarsi, in mezzo ad una tempesta di neve, e ritornare al campo base. Il giorno successivo è dedicato al riposo, ed il 6 febbraio Felice e Giuàn partono per tentare di raggiungere l'obiettivo secondario, il picco Lenana. Questa volta i due non incontrano particolari difficoltà, ed alle 10 del mattino sono in vetta, dove issano una bandiera italiana e lasciano una bottiglia con dentro un messaggio. Bottiglia e messaggio saranno recuperati una settimana dopo da un gruppo di alpinisti britannici.
I due ritornano al campo base in giornata, ed il giorno seguente i tre compagni incominciano il viaggio di ritorno, caratterizzato dalla carenza di provviste: i tre infatti avevano pianificato provviste per un viaggio di 14 giorni, e sono ormai giunti al quindicesimo. In due giorni riescono a scendere alla zona antropizzata, dove sono intercettati da due kenioti che lavorano per una locale segheria, e che manifestano l'intenzione di consegnarli alle autorità. Volendo ritornare al campo con le loro forze, i tre riescono con qualche sforzo a seminare i due kenioti, e nella notte tra il 9 ed il 10 febbraio riescono a raggiungere gli orti intorno al campo, dai quali erano fuggiti all'andata. Festeggiati dai compagni, i tre riescono in giornata ad introdursi nel campo, ed il giorno dopo, rivestiti e ripuliti, si consegnano all'ufficiale responsabile. Condannati ai canonici 28 giorni di prigionia, dopo solo una settimana i tre verranno rilasciati dal comandante del campo, che ha "apprezzato la loro impresa sportiva".

### Il materiale
Per procurarsi il materiale necessario per l'impresa, i tre dovettero ingegnarsi in mille modi. Due piccozze furono ricavate da un paio di martelli sottratti ad operai locali, e modificati da un fabbro loro compagno di prigionia. Felice e Giuàn si costruirono poi due paia di ramponi utilizzando lamiere ricavate dai rottami di un'automobile e tondino di ferro per cemento armato. L'abbigliamento da montagna (pantaloni, giacca, berretto) fu ricavato da alcune coperte, modificate e cucite da un sarto anch'egli prigioniero. Come corde, i due utilizzarono quelle fornite dall'amministrazione per legare la rete del letto al telaio, utilizzando anche una rete intera per ricavarne dei cordini. I viveri furono procurati risparmiando razioni ed acquistandone altre da altri prigionieri. Felice realizzò anche diverse decine di frecce indicatrici in carta, ricavate da un libro e dipinte con dello smalto, che si riveleranno poi essenziali per il loro ritorno dal tentativo alla vetta durante la tempesta. Parte del materiale proveniva dai pacchi spediti ai prigionieri dai parenti; altra parte fu acquistata, vendendo il contenuto dei suddetti pacchi che non fosse necessario al tentativo; parte infine fu procurata sottraendola ai depositi dell'amministrazione del campo. La maggior parte delle acquisizioni avvenne con pagamento in sigarette date dall'amministrazione del campo, che Felice metteva da parte allo scopo, avendo smesso di fumare appositamente.

## Edizioni
Il libro fu originariamente scritto in inglese, con il titolo No Picnic on Mount Kenya; terminato nel 1946, vide la sua prima edizione nel 1948, in italiano, con il titolo Fuga sul Kenya; ebbe poi successive edizioni nel 1967, nel 1991 e nel 2001. Una nuova edizione è stata pubblicata nel 2012 (Corbaccio editore). La prima edizione in lingua inglese risale al 1953.

## Adattamenti
La storia venne adattata per la televisione nel 1953, per un episodio della serie statunitense Robert Montgomery Presents.
Nel 1994 uscì un film liberamente ispirato alla storia, The Ascent, diretto da Donald Shebib.